# Championnat des Seychelles de football 1988
Navigation
Saison précédente Saison suivante
La saison 1988 de la Barclays First Division est la dixième édition du championnat de la première division de football des Seychelles.
Les dix meilleures équipes du pays s’affrontent en matchs aller et retour au sein d’une poule unique. À la fin du championnat, le dernier du classement est relégué et remplacé par la meilleure équipe de deuxième division.
C’est le club Saint-Louis FC qui a été sacré champion des Seychelles pour la huitième fois de son histoire. Le club termine en tête du classement final du championnat, avec sept points d’avance sur Plaisance FC. De plus, le Saint-Louis FC remporta aussi la coupe des Seychelles, réalisant un doublé.
Le Saint-Louis FC se qualifie pour la Coupe des clubs champions africains 1989.

## Les équipes participantes
- Saint-Louis FC
- Plaisance FC
- Rivière Anglaise
- Beau Vallon
- Anse-aux-Pins FC
- Mont Buxton
- Bel Air
- Mont Fleuri FC
- Bel Ombre
- Grand Anse

## Classement
Le classement est établi sur le barème de points classique (victoire à ? points, match nul à ?, défaite à ?).
| Rang | Équipe                 | Pts | J  | G | N | P | Bp | Bc | Diff |
| ---- | ---------------------- | --- | -- | - | - | - | -- | -- | ---- |
| 1    | Saint-Louis FC (T) (C) | 31  | 18 |   |   |   | 56 | 17 | +39  |
| 2    | Plaisance FC           | 24  | 18 |   |   |   | 35 | 21 | +14  |
| 3    | Rivière anglaise       | 23  | 18 |   |   |   | 30 | 20 | +10  |
| 4    | Beau Vallon            | 17  | 18 |   |   |   | 19 | 18 | +1   |
| 5    | Anse-aux-Pins FC       | 17  | 18 |   |   |   | 21 | 26 | -5   |
| 6    | Mont Buxton            | 15  | 18 |   |   |   | 30 | 35 | -5   |
| 7    | Bel-Air                | 13  | 18 |   |   |   | 17 | 28 | -11  |
| 8    | Mont Fleuri FC         | 13  | 18 |   |   |   | 19 | 36 | -17  |
| 9    | Bel Ombre              | 13  | 18 |   |   |   | 22 | 43 | -21  |
| 10   | Grand Anse             | 12  | 18 |   |   |   | 31 | 39 | -8   |

| Légende : Qualifications et relégations | Légende : Qualifications et relégations                                                           |
| --------------------------------------- | ------------------------------------------------------------------------------------------------- |
|                                         | Qualification pour la Coupe des clubs champions africains 1989                                    |
|                                         | Relégation directe en deuxième division                                                           |
|                                         | (T) : Tenant du titre (P) : Promu de deuxième division (C) : Vainqueur de la Coupe des Seychelles |

## Bilan de la saison
| Championnat des Seychelles de football 1988              |                           |
| Champion                                                 | Saint-Louis FC (8e titre) |
| Coupes et trophées                                       |                           |
| Vainqueur de la Coupe des Seychelles 1988                | Saint-Louis FC            |
| Qualifications continentales                             |                           |
| Coupe des clubs champions africains 1989                 | Saint-Louis FC            |
| Coupe d'Afrique des vainqueurs de coupe de football 1989 | Aucun                     |
| Promotions et relégations                                |                           |
| Promus en Barclays First Division                        | ?                         |
| Relégués en Second Division                              | Grand Anse                |